# Hawaii futam
A Hawaii futam (eredeti cím: Paradise Run) 2016 és 2018 között sugárzott amerikai vetélkedő. Műsorvezetője Daniella Monet, a V, mint Viktória című sorozat egyik főszereplője.
Amerikában 2016. február 1-től volt látható a Nickelodeonon. Magyarországon a TeenNick mutatta be 2024. július 29-én.

## Cselekmény
A Hawaii-on található Waikoloa Beach-en, három darab gyerekekből álló két személyes csapatok szállnak szembe egymással, három különböző kihíváson keresztül. A csapatok megkülönböztetése nevek alapján történik amiket az elemekről kaptak. A három csapat az alábbi nevek alapján kerül megkülönböztetésre: Naulu (Hullám), Makani (Szél) és végül Ahi (Tűz). Amikor egy csapat teljesíti valamelyik kitűzött feladatot, akkor el kell venniük egy szuvenírt, illetve egy selfiet kell készíteniük amit a tabletjükön keresztül el kell küldeniük Daniellának. Miután minden feladattal végeztek egy rejtvényt kell megfejteniük aminek a megoldásával megkapják a helyszínt ahol Daniella és a gyerekek szülei várják őket. Az elsőként célba érő csapat egy három éjszakás nyaralást nyer a hotelben, míg a második helyezett különdíjban részesül.

## Szereplők

### Sztárok
| Szereplő                      | Színész                | Magyar hang           |
| V, mint Viktória              | V, mint Viktória       | V, mint Viktória      |
| ----------------------------- | ---------------------- | --------------------- |
| Daniella Monet                | Daniella Monet         | Csuha Borbála         |
| A Thunderman család           |                        |                       |
| Jack Griffo                   | Jack Griffo            | Czető Ádám            |
| Kira Kosarin                  | Kira Kosarin           | Laudon Andrea         |
| Addison Riecke                | Addison Riecke         | Tóth Rozina           |
| Diego Velázquez               | Diego Velázquez        | Holló-Zsadányi Norman |
| Audrey Whitby                 | Audrey Whitby          | Hermann Lilla         |
| Nicky, Ricky, Dicky és Dawn   |                        |                       |
| Aidan Gallagher               | Aidan Gallagher        | TBA                   |
| Casey Simpson                 | Casey Simpson          | TBA                   |
| Mace Coronel                  | Mace Coronel           | Baráth István         |
| Lizzy Greene                  | Lizzy Greene           | Hegedűs Johanna       |
| Kyla-Drew Simmons             | Kyla-Drew Simmons      | Vida Sára             |
| Game Shakers                  |                        |                       |
| Cree Cicchino                 | Cree Cicchino          | Tóth Rozina           |
| Madisyn Shipman               | Madisyn Shipman        | Magyar Viktória       |
| Benjamin Flores Jr.           | Benjamin Flores Jr.    | Rubóczki Márkó        |
| Thomas Kuc                    | Thomas Kuc             | Baráth István         |
| Big Time Rush                 |                        |                       |
| James Maslow                  | James Maslow           | Czető Roland          |
| Carlos PenaVega               | Carlos PenaVega        | Baráth István         |
| Alex                          | Alexa PenaVega         | Hermann Lilla         |
| Rocksuli                      |                        |                       |
| Jade Pettyjohn                | Jade Pettyjohn         | Magyar Viktória       |
| Breanna Yde                   | Breanna Yde            | Vida Sára             |
| Ricardo Hurtado               | Ricardo Hurtado        | Ács Balázs            |
| Lance Lim                     | Lance Lim              | Baráth István         |
| Aidan Miner                   | Aidan Miner            | Ács Balázs            |
| Amerika Huangjai              |                        |                       |
| Ian Chen                      | Ian Chen               | Holló-Zsadányi Norman |
| Forrest Wheeler               | Forrest Wheeler        | TBA                   |
| Hudson Yang                   | Hudson Yang            | TBA                   |
| Színészek                     |                        |                       |
| Aubrey Anderson-Emmons        | Aubrey Anderson-Emmons | TBA                   |
| Michael Campion               | Michael Campion        | TBA                   |
| Jason Drucker                 | Jason Drucker          | Holló-Zsadányi Norman |
| Sophia Stark                  | Sophia Stark           | TBA                   |
| World Wrestling Entertainment |                        |                       |
| Naomi                         | Trinity McCray Fatu    | Hegedűs Johanna       |
| Bayley                        | Pamela Martinez        | Hermann Lilla         |
| Kalisto                       | Emanuel Rodriguez      | Rubóczki Márkó        |
| Apollo                        | Sesugh Uhaa            | Borbíró András        |
| Jimmy Uso                     | Jonathan Solofa Fatu   | Hám Bertalan          |
| Jey Uso                       | Joshua Samuel Fatu     | Borbíró András        |
| Atléták                       |                        |                       |
| Glenn Robinson III            | Glenn Robinson III     | TBA                   |
| Ashley Caldwell               | Ashley Caldwell        | TBA                   |
| Danell Leyva                  | Danell Leyva           | TBA                   |
| Lizzie Armanto                | Lizzie Armanto         | TBA                   |

### Civilek
| Szereplő | Magyar hang           |
| -------- | --------------------- |
| Keawe    | Gyetvai Martin        |
| Toa      | Gyetvai Martin        |
| Martha   | Hegedűs Johanna       |
| Lehuna   | Hegedűs Johanna       |
| Jack     | Baráth István         |
| Kaile    | Hermann Lilla         |
| Keaton   | Holló-Zsadányi Norman |
| Alisto   | Rubóczki Márkó        |
| Daisy    | Magyar Viktória       |
| Maddie   | Vida Sára             |
| Aleah    | Tóth Rozina           |
| Leila    | Tóth Rozina           |
| Emily    | Tóth Rozina           |
| Malia    | Vida Sára             |
| Devin    | Vida Sára             |
| Jack     | Holló-Zsadányi Norman |
| Lance    | Holló-Zsadányi Norman |

### Magyar változat
- Magyar szöveg: Niklosz Kriszta
- Szinkronrendező: Tarján Péter

A szinkront a Labor Film Szinkronstúdió készítette.

## Évados áttekintés
| Évad | Évad | Epizódok | Eredeti sugárzás   | Eredeti sugárzás  | Eredeti adó        | Magyar sugárzás   | Magyar sugárzás   | Magyar adó        |
| Évad | Évad | Epizódok | Évadpremier        | Évadfinálé        | Eredeti adó        | Évadpremier       | Évadfinálé        | Magyar adó        |
| ---- | ---- | -------- | ------------------ | ----------------- | ------------------ | ----------------- | ----------------- | ----------------- |
|      | 1    | 20       | 2016. február 1.   | 2016. február 29. |                    | Nem került adásba | Nem került adásba | Nem került adásba |
|      | 2    | 20       | 2016. november 14. | 2017. január 26.  | 2024. július 29.   | TBA               |                   |                   |
|      | 3    | 30       | 2017. november 13. | 2018. január 26.  | 2024. augusztus 5. | TBA               |                   |                   |

## Epizódok

### 1. évad (2016)
| #   | #   | Eredeti cím                     | Magyar cím | Eredeti premier   | Magyar premier | Gyártási kód | Nézettség |
| --- | --- | ------------------------------- | ---------- | ----------------- | -------------- | ------------ | --------- |
| 1.  | 1.  | Besties                         | TBA        | 2016. február 1.  | TBA            | 105          | 1.46      |
| 2.  | 2.  | Dig, Slide and Toss             | TBA        | 2016. február 2.  | TBA            | 115          | 1.43      |
| 3.  | 3.  | Girl Power                      | TBA        | 2016. február 3.  | TBA            | 118          | 1.52      |
| 4.  | 4.  | Puzzled Tiki                    | TBA        | 2016. február 4.  | TBA            | 107          | 1.50      |
| 5.  | 5.  | Splish-Splash and Dash          | TBA        | 2016. február 5.  | TBA            | 111          | 1.56      |
| 6.  | 6.  | Panic Under the Falls           | TBA        | 2016. február 8.  | TBA            | 119          | 1.59      |
| 7.  | 7.  | Cabana-Rama Adventure           | TBA        | 2016. február 9.  | TBA            | 116          | 1.55      |
| 8.  | 8.  | Hidden Zodiac                   | TBA        | 2016. február 10. | TBA            | 101          | 1.40      |
| 9.  | 9.  | Where's My Charger?             | TBA        | 2016. február 11. | TBA            | 109          | 1.53      |
| 10. | 10. | What a Mess                     | TBA        | 2016. február 12. | TBA            | 104          | 1.47      |
| 11. | 11. | Riddle Me This                  | TBA        | 2016. február 16. | TBA            | 110          | 1.57      |
| 12. | 12. | Hula What?                      | TBA        | 2016. február 17. | TBA            | 103          | 1.43      |
| 13. | 13. | Moving Statues                  | TBA        | 2016. február 18. | TBA            | 113          | 1.41      |
| 14. | 14. | Raging Falls                    | TBA        | 2016. február 19. | TBA            | 106          | 1.28      |
| 15. | 15. | Going Coconuts for Sand Dollars | TBA        | 2016. február 22. | TBA            | 117          | 1.50      |
| 16. | 16. | Mix 'n' Match                   | TBA        | 2016. február 23. | TBA            | 102          | 1.41      |
| 17. | 17. | Water Wonderland                | TBA        | 2016. február 24. | TBA            | 120          | 1.44      |
| 18. | 18. | Are We There Yet?               | TBA        | 2016. február 25. | TBA            | 108          | 1.52      |
| 19. | 19. | Puzzles in Paradise             | TBA        | 2016. február 26. | TBA            | 112          | 1.30      |
| 20. | 20. | What's Apple-Pine?              | TBA        | 2016. február 29. | TBA            | 114          | 1.25      |

### 2. évad (2016-2017)
| #   | #   | Eredeti cím                    | Magyar cím                           | Eredeti premier    | Magyar premier     | Gyártási kód | Nézettség |
| --- | --- | ------------------------------ | ------------------------------------ | ------------------ | ------------------ | ------------ | --------- |
| 21. | 1.  | It's All About the Thunderman! | Mindent a Thunderman családról!      | 2016. november 14. | 2024. július 29.   | 216          | 1.88      |
| 22. | 2.  | NRDD Run for Charity           | A NRDD sztárjainak jótékony versenye | 2016. november 15. | 2024. augusztus 1. | 219          | 1.74      |
| 23. | 3.  | Thundermans in Paradise        | A Thunderman család Hawaiin          | 2016. november 16. | 2024. július 30.   | 217          | 1.55      |
| 24. | 4.  | NRDD in the House              | A NRDD ismét rajthoz áll             | 2016. november 17. | 2024. augusztus 2. | 220          | 1.59      |
| 25. | 5.  | A Nick Showdown in Paradise    | A Nick sztárjai Hawaiin              | 2016. november 18. | 2024. július 31.   | 218          | 1.65      |
| 26. | 6.  | Whose Underwear Is That?       | TBA                                  | 2017. január 2.    | TBA                | 210          | 1.41      |
| 27. | 7.  | I Scream for Ice-Cream         | TBA                                  | 2017. január 3.    | TBA                | 205          | 1.49      |
| 28. | 8.  | Lava Reception                 | TBA                                  | 2017. január 4.    | TBA                | 204          | 1.58      |
| 29. | 9.  | Forgive You Not!               | TBA                                  | 2017. január 5.    | TBA                | 215          | 1.48      |
| 30. | 10. | Crazy Lei, Crazy Time          | TBA                                  | 2017. január 9.    | TBA                | 203          | 1.36      |
| 31. | 11. | Rocketing Rainbow Scoops       | TBA                                  | 2017. január 10.   | TBA                | 206          | 1.35      |
| 32. | 12. | Something's Fishy              | TBA                                  | 2017. január 11.   | TBA                | 211          | 1.53      |
| 33. | 13. | The Butt Squeeze               | TBA                                  | 2017. január 12.   | TBA                | 213          | 1.58      |
| 34. | 14. | Zip, Launch & Fly              | TBA                                  | 2017. január 17.   | TBA                | 201          | 1.48      |
| 35. | 15. | Paradise Express               | TBA                                  | 2017. január 18.   | TBA                | 208          | 1.53      |
| 36. | 16. | Skip, Drip & Zip               | TBA                                  | 2017. január 19.   | TBA                | 214          | 1.53      |
| 37. | 17. | Salute Your Frozen Butt        | TBA                                  | 2017. január 23.   | TBA                | 212          | 1.45      |
| 38. | 18. | Very Important Party           | TBA                                  | 2017. január 24.   | TBA                | 207          | 1.38      |
| 39. | 19. | Volcano-a-Go-Go                | TBA                                  | 2017. január 25.   | TBA                | 209          | 1.51      |
| 40. | 20. | Can You Hear Me Now?           | TBA                                  | 2017. január 26.   | TBA                | 202          | 1.28      |

### 3. évad (2017-2018)
| #   | #   | Eredeti cím                   | Magyar cím                             | Eredeti premier    | Magyar premier       | Gyártási kód | Nézettség |
| --- | --- | ----------------------------- | -------------------------------------- | ------------------ | -------------------- | ------------ | --------- |
| 41. | 1.  | Thunder on the Run            | A Thunderman család versenye           | 2017. november 13. | 2024. szeptember 3.  | 320          | 1.33      |
| 42. | 2.  | Nicky, Ricky, Dicky & Run     | Nicky, Ricky, Dicky és rajt            | 2017. november 14. | 2024. szeptember 5.  | 322          | 1.32      |
| 43. | 3.  | Run Shakin'                   | Rázós verseny                          | 2017. november 15. | 2024. augusztus 6.   | 310          | 1.23      |
| 44. | 4.  | A Rockin' Run with Thunder    | A Thunderman család és a rock          | 2017. november 16. | 2024. szeptember 2.  | 319          | 1.09      |
| 45. | 5.  | Game on Game Shakers          | A Rázós játszma sztárjai               | 2017. november 20. | 2024. augusztus 7.   | 311          | 1.19      |
| 46. | 6.  | Paradise Quad Clash           | Hawaii futam csata                     | 2017. november 20. | 2024. szeptember 6.  | 323          | 1.14      |
| 47. | 7.  | Thunder-Quad, Assemble!       | Thunderman csapat, gyülekező!          | 2017. november 21. | 2024. szeptember 4.  | 321          | 1.23      |
| 48. | 8.  | School of Rockin' in Hawaii   | A Rocksuli Hawaiin                     | 2017. november 21. | 2024. augusztus 30.  | 318          | 1.15      |
| 49. | 9.  | Clash of the Nick Celebs      | A Nickelodeon celebjeinek összecsapása | 2017. november 22. | 2024. augusztus 29.  | 317          | 1.17      |
| 50. | 10. | Game Shaking Up the Run       | TBA                                    | 2017. november 22. | 2024. augusztus 5.   | 309          | 1.06      |
| 51. | 11. | Shark Tooth Island Run        | TBA                                    | 2018. január 1.    | TBA                  | 304          | 0.94      |
| 52. | 12. | Island in Paradise            | TBA                                    | 2018. január 2.    | TBA                  | 308          | 1.17      |
| 53. | 13. | Paradise Island Run           | TBA                                    | 2018. január 3.    | TBA                  | 306          | 1.06      |
| 54. | 14. | Shark Tooth Surprise          | TBA                                    | 2018. január 4.    | TBA                  | 305          | 1.05      |
| 55. | 15. | Outrigger Run                 | TBA                                    | 2018. január 5.    | TBA                  | 307          | 1.09      |
| 56. | 16. | Paradise on the Ropes         | A kötelek hazája                       | 2018. január 8.    | 2024. augusztus 28.  | 316          | 1.05      |
| 57. | 17. | Paradise Raw-N                | Hawaii pankráció                       | 2018. január 9.    | 2024. augusztus 8.   | 312          | 1.03      |
| 58. | 18. | Punching in Paradise          | Hawaii legyőzése                       | 2018. január 10.   | 2024. augusztus 9.   | 313          | 1.10      |
| 59. | 19. | A Superstar Showdown          | Szupersztár találkozó                  | 2018. január 11.   | 2024. augusztus 27.  | 315          | 1.01      |
| 60. | 20. | Rumble Run                    | Akadályfutás                           | 2018. január 12.   | 2024. augusztus 26.  | 314          | 1.07      |
| 61. | 21. | Fresh Off the Run             | Az új verseny                          | 2018. január 16.   | 2024. szeptember 9.  | 325          | 1.07      |
| 62. | 22. | Athletes in Paradise          | Sportolók a Hawaii futamban            | 2018. január 16.   | 2024. szeptember 13. | 330          | 0.91      |
| 63. | 23. | Big Time Run                  | Verseny az idővel                      | 2018. január 17.   | 2024. szeptember 11. | 328          | 0.87      |
| 64. | 24. | Going for the Gold            | Irány az arany                         | 2018. január 18.   | 2024. szeptember 12. | 329          | 1.00      |
| 65. | 25. | A Modern Wimpy Fuller Run     | Egy modern nyafogós verseny            | 2018. január 19.   | 2024. szeptember 10. | 327          | 1.12      |
| 66. | 26. | Supersized Prizes in Paradise | TBA                                    | 2018. január 22.   | TBA                  | 301          | 0.94      |
| 67. | 27. | A Prized Packed Run           | TBA                                    | 2018. január 23.   | 2025. augusztus 8.   | 326          | 0.83      |
| 68. | 28. | Big Run, Big Prize            | TBA                                    | 2018. január 24.   | 2024. augusztus 7.   | 324          | 0.97      |
| 69. | 29. | A Supersized Run              | TBA                                    | 2018. január 25.   | TBA                  | 302          | 0.97      |
| 70. | 30. | High Octane Run               | TBA                                    | 2018. január 26.   | TBA                  | 303          | 1.01      |

## A sorozat készítése
2015. decemberében a Nickelodeon bejelentette, hogy készül egy vetélkedő Hawaii futam címmel, melynek Daniella Monet lesz a műsorvezetője. Azt is elárulták, hogy a sorozatban három gyerekekből álló csapat fog versenyezni egy Hawaii üdülőhelyen. Szintén ezen a napon a Nickelodeon bejelentette, hogy a sorozat premierje 2016. február 1-jén lesz. A sorozatot a Nickelodeon és a Stone Stanley Entertainment közösen készítette, akikkel korábban az 1993-as Titkos templom legendái című vetélkedőt is csinálták. 2016. március 29-én kihirdették a castingot a Mauiban élő gyerekek számára, hogy részt vehessenek a sorozat második évadában, melyet 2016 májusában és júniusában forgattak. A második évad premierje 2016. november 14-én történt meg. 2017. március 9-én a Nickelodeon berendelte a sorozat harmadik és egyben utolsó évadát, melynek premierje 2017. november 13-án volt.